# Velká Británie na Zimních olympijských hrách 1924
Velkou Británii na Zimních olympijských hrách 1924 reprezentovalo 44 sportovců (41 mužů a 3 ženy) v 6 sportech.

## Medailisté
| Medaile | Jméno | Sport         | Disciplína       |
| ------- | --- | ------------- | ---------------- |
| Zlato   | William Jackson Thomas Murray Robin Welsh Laurence Jackson                                                                                                   | Curling       | Muži             |
| Stříbro | Ralph Broome Thomas Arnold Alexander Richardson Rodney Soher                                                                                                 | Boby          | Čtyřbob          |
| Bronz   | Ethel Muckeltová | Krasobruslení | Ženy jednotlivci |
| Bronz   | Colin Carruthers Eric Carruthers Ross Cuthbert Lorne Carr-Harris Blaine Sexton Edward Pitblado Hamilton Jukes William Anderson George Holmes George Clarkson | Lední hokej   | Turnaj mužů      |